# Maksymiliana Czmiel-Paszyc
Maksymiliana Czmiel-Paszyc (ur. 21 lutego 1932 w Hermes we Francji) – polska pilotka i szybowniczka.

## Życiorys
Urodziła się w 1932 roku we Francji. Latać na szybowcach zaczęła jako 17–latka. Licencję pilota samolotowego uzyskała w 1950 roku. W 1952 roku zdobyła pierwszy z trzech diamentów Diamentowej Odznaki Szybowcowej. Była członkiem szybowcowej kadry narodowej. 29 lipca 1962 roku podczas lotu z szybkością 75.600 km na szybowcu SZD-24 Foka na trasie Leszno–Lwówek–Przylep–Leszno ustanowiła rekord Polski szybkości przelotu w kategorii kobiecej (stan na 2005 rok). Jest członkiem kapituły Wyróżnienia Honorowego im. Dedala (2021). Członkini Aeroklubu Leszczyńskiego. 

## Osiągnięcia
- 1999: 3 miejsce na 11 Szybowcowych Mistrzostwach Europy Kobiet[5][6]
- 1985 1 miejsce na 19 Szybowcowych Mistrzostwach Państw Socjalistycznych w kategorii kobiet[7]
- 1979: 2 miejsce 13 Szybowcowe Mistrzostwa Państw Socjalistycznych w kategorii kobiet[8]

## Nagrody i odznaczenia
- 1955: Medal „Za Wybitne Osiągnięcia Sportowe"[1]
- 2000:Złota Lotka[9]
- 2002: Medal Dominika[10]
- 2006: Dyplom Paula Tissandiera[11]
- 2007: Medal Pelagii Majewskiej[12]